# Lee Mills
Rowan Lee Mills (Mexborough, 10 luglio 1970) è un ex calciatore inglese, di ruolo attaccante.

## Carriera

### Giocatore
Inizia la carriera con lo Stocksbridge Park Steel, con cui nella stagione 1991-1992 vince la Division One della Northern Counties East League (uno dei campionati che costituiscono la decima divisione inglese); a fine stagione viene tesserato dal Wolverhampton, club della seconda divisione inglese, con cui all'età di 22 anni esordisce tra i professionisti, segnando una rete in 14 partite di campionato, una rete in una presenza in FA Cup ed una rete in una presenza nel Torneo Anglo-Italiano (oltre ad una presenza senza reti in Coppa di Lega); rimane ai Wolves anche nella stagione successiva, in cui comunque non riesce ad imporsi tra i titolari: disputa infatti in totale 16 partite (11 in campionato, 3 in FA Cup e 2 nel Torneo Anglo-Italiano) e segna in totale 3 reti (una per ciascuna delle 3 competizioni in cui raccoglie presenze); nella parte finale della stagione viene inoltre ceduto (prima in prestito e poi a titolo definitivo) al Derby County, con cui invece trova maggiore continuità, segnando 7 reti in 16 presenze in seconda divisione. Nell'estate del 1995 viene coinvolto nell'operazione di mercato che porta l'olandese Robin van der Laan a trasferirsi dal Port Vale al Derby County: oltre ad un compenso di 475 000 sterline, Mills fa infatti il percorso inverso come contropartita tecnica. Nella stagione 1995-1996 gioca dunque con i Valiants in seconda divisione, mettendo a segno 8 reti in 35 partite di campionato. Nelle 2 stagioni successive Mills continua a giocare in seconda divisione nel Port Vale, riuscendo in entrambi i casi ad evitare la retrocessione in terza divisione anche grazie alle sue reti (rispettivamente 12 e 14). Dopo 3 stagioni ed un totale di 128 presenze e 44 reti fra tutte le competizioni ufficiali (tra cui 109 presenze e 35 reti nel campionato di seconda divisione) passa per 1 milione di sterline al Bradford City, con cui nel campionato 1998-1999 conquista un secondo posto in classifica (con conseguente promozione in prima divisione), a cui contribuisce in modo determinante con le sue 24 reti in 44 presenze; l'anno seguente, all'età di 29 anni, esordisce dunque in prima divisione con i Bantams: la sua stagione non è però all'altezza della precedente, tanto che gioca solamente 21 partite, in cui comunque mette a segno 5 reti. L'annata è peraltro condizionata da alcuni problemi fisici e da una lite con l'allenatore Paul Jewell, tanto che nei mesi conclusivi della stagione stessa passa in prestito al Manchester City, con cui gioca 3 partite senza mai segnare in seconda divisione. Nel 2000 torna in un primo momento al Bradford City, con cui peraltro esordisce anche nelle competizioni UEFA per club: nell'estate del 2000 gioca infatti 5 partite in Intertoto, segnandovi anche complessivamente 3 reti (tra cui anche una doppietta ai lituani dell'Atlantas), ma nonostante il buon rendimento in coppa non viene più preso in considerazione dal nuovo allenatore Chris Hutchings: dopo alcuni mesi, in cui peraltro non scende mai in campo, viene poi ceduto per 1,25 milioni di sterline al Portsmouth, club di seconda divisione, dove pur giocando con buona regolarità non riesce più a tenere le medie realizzative di alcuni anni prima: mette infatti a segno una rete in 3 presenze in Coppa di Lega e 4 reti in 24 presenze in campionato, a cui aggiunge altre 2 presenze senza reti nei primi mesi della stagione seguente (peraltro condizionata dalla rottura di un braccio in allenamento nel luglio del 2001 e da un successivo infortunio ad un ginocchio), nella quale nel dicembre del 2001 viene poi ceduto (prima in prestito e successivamente a titolo definitivo per 250 000 sterline) al Coventry City, altro club di seconda divisione, dove conclude la stagione realizza 5 reti in 20 partite. Nella stagione 2002-2003 segna invece 2 reti in 18 partite per poi trasferirsi allo Stoke City, con cui segna altri 2 gol in 11 presenze sempre in seconda divisione: tutta la stagione è però pesantemente influenzata da un infortunio ricorrente ad una caviglia, che per continuare a giocare senza ricorrere ad interventi chirurgici lo costringe anche a frequenti iniezioni. La stagione 2002-2003 è di fatto la sua ultima in carriera da professionista: gioca poi per altre 2 stagioni (prima al Telford Utd e poi all'Hereford Utd) in Football Conference (quinta divisione e più alto livello calcistico inglese al di fuori della Football League), per poi ritirarsi definitivamente nell'estate del 2005.
In carriera ha totalizzato complessivamente 293 presenze ed 86 reti nei campionati della Football League (21 presenze e 5 reti in prima divisione e 272 presenze e 81 reti in seconda divisione).

### Allenatore
Nella stagione 2010-2011 ha allenato il Bridgnorth, club di Midland Football Alliance (uno dei campionati che costituiscono l'ottava divisione inglese); l'anno seguente ha lavorato come vice degli Ellesmere Rangers, club del medesimo campionato, lasciando però l'incarico nel gennaio del 2012.

## Palmarès

### Club

#### Competizioni regionali
- Northern Counties East League Division One: 1

Stocksbridge Park Steel: 1991-1992